# Chiesa di San Matteo (Giusvalla)
La chiesa di San Matteo è un luogo di culto cattolico situato nel comune di Giusvalla, in corso Bovio, in provincia di Savona. La chiesa è sede della parrocchia omonima della zona pastorale Savonese della diocesi di Acqui.

## Storia e descrizione

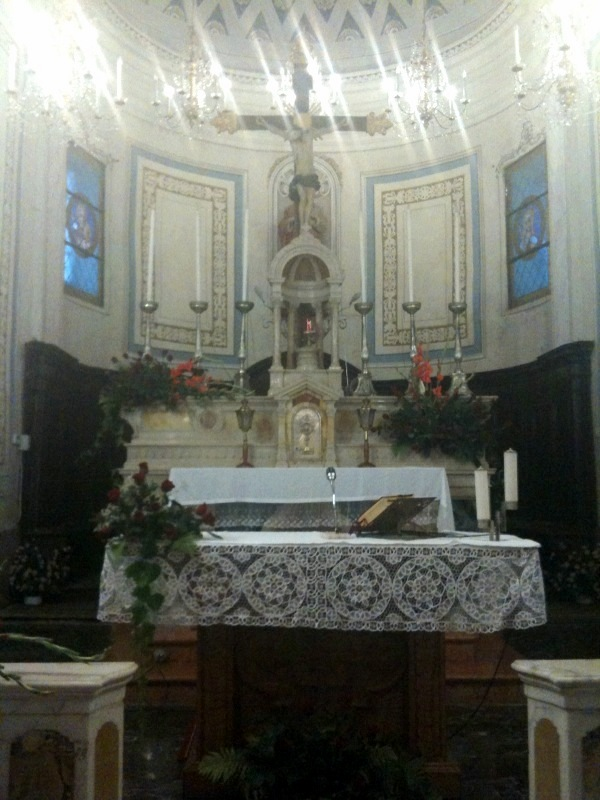
L'altare maggiore

La chiesa è di incerte origini. L'attuale edificio può essere fatto risalire al XVI-XVII secolo, pur essendo stato molto rimaneggiato al suo interno nel corso del XVIII e XIX secolo.
Presenta navata unica con volta a botte e sei cappelle laterali. Le pareti e la volta sono interamente decorate con pitture semplici di Paolo Gerolamo Brusco dai colori molto chiari.
Sono conservate tele settecentesche, tre crocefissi processionali, una statua lignea di San Rocco dello scultore Giulio Monteverde e il gruppo ligneo processionale di San Matteo ispirato dall'angelo.
Nella balaustra sono inseriti due altorilievi che per le loro antiche e simboliche raffigurazioni (un pellicano con le ali distese nell'atto di strapparsi il fegato per nutrire i suoi piccoli e un pesce con un cesto di pane) potrebbero con ogni probabilità provenire dall'antica abbazia di San Salvatore di Giusvalla, chiesa alla quale fu assoggettatao il territorio in epoca medievale. L'acquasantiera in marmo bianco è del XIII secolo.